# Tour de San Juan 2019
La 37e édition du Tour de San Juan (officiellement : Vuelta Ciclista a la Provincia de San Juan) a lieu du 27 janvier au 3 février 2019 en Argentine. L'épreuve se déroule dans la Province de San Juan sept étapes tracées sur 981,4 kilomètres.
La course fait partie du calendrier UCI America Tour 2019 en catégorie 2.1.

## Présentation

### Équipes
Classé en catégorie 2.1 de l'UCI America Tour, la course est par conséquent ouverte aux WorldTeams dans la limite de 50 % des équipes participantes, aux équipes continentales professionnelles, aux équipes continentales et aux équipes nationales.
24 équipes participent à la course - 6 WorldTeams, 5 équipes continentales professionnelles, 8 équipes continentales et 8 équipes nationales :
| WorldTeams (6)- Bora-hansgrohe - Dimension Data - UAE Team Emirates - Deceuninck-Quick Step - Movistar Team - Lotto Soudal Équipes continentales professionnelles (5)- Caja Rural-Seguros RGA - Israel Cycling Academy - Androni Giocattoli-Sidermec - Neri Sottoli-Selle Italia-KTM - Nippo Vini Fantini Faizanè Équipes continentales (7)- Municipalidad de Pocito - Asociación Civil Mardan - Asociación Civil Agrupación Virgen de Fátima - Municipalidad de Rawson - Medellín - Biesse Carrera Gavardo - Sporting-Tavira Équipes nationales (8)- Argentine - Mexique - Chili - Cuba - Brésil - Uruguay - Bolivie - Pérou |
| |

## Étapes
| Étape     | Date     | Villes étapes                                       | type                        | Distance (km) | Vainqueur d'étape  | Leader du classement général |
| --------- | -------- | --------------------------------------------------- | --------------------------- | ------------- | ------------------ | ---------------------------- |
| 1re étape | 27 janv. | San Juan – Pocito                                   | étape de plaine             | 159,1         | Fernando Gaviria   | Fernando Gaviria             |
| 2e étape  | 28 janv. | Chimbas – Lac Punta Negra                           | étape vallonnée             | 160,2         | Julian Alaphilippe | Fernando Gaviria             |
| 3e étape  | 29 janv. | villa Aberastain – villa Aberastain                 | contre-la-montre individuel | 12            | Julian Alaphilippe | Julian Alaphilippe           |
| 4e étape  | 30 janv. | San José de Jáchal – villa San Agustín              | étape vallonnée             | 185,8         | Fernando Gaviria   | Julian Alaphilippe           |
|           | 31 janv. | Jour de repos                                       | Jour de repos               |               |                    |                              |
| 5e étape  | 1 fév.   | villa San Martín – Alto Colorado                    | étape de montagne           | 169,5         | Winner Anacona     | Winner Anacona               |
| 6e étape  | 2 fév.   | villa General San Martín – villa General San Martín | étape de plaine             | 153,5         | Nicolás Tivani     | Winner Anacona               |
| 7e étape  | 3 fév.   | San Juan – San Juan                                 | étape de plaine             | 141,3         | Sam Bennett        | Winner Anacona               |

## Déroulement de la course

### 1reétape
| \| Classement de l'étape \| Classement de l'étape \| Classement de l'étape \| Classement de l'étape \| Classement de l'étape \| \| Coureur \| Coureur \| Pays \| Équipe \| Temps \| \| --------------------- \| --------------------- \| --------------------- \| -------------------------------------------- \| --------------------- \| \| 1er \| Fernando Gaviria \| Colombie \| UAE Team Emirates \| 3 h 50 min 12 s \| \| 2e \| Matteo Malucelli \| Italie \| Caja Rural-Seguros RGA \| + 0 s \| \| 3e \| Sam Bennett \| Irlande \| Bora-Hansgrohe \| + 0 s \| \| 4e \| Luca Pacioni \| Italie \| Neri Sottoli-Selle Italia-KTM \| + 0 s \| \| 5e \| Álvaro Hodeg \| Colombie \| Deceuninck-Quick Step \| + 0 s \| \| 6e \| Rudy Barbier \| France \| Israel Cycling Academy \| + 0 s \| \| 7e \| Ricardo Escuela \| Argentine \| Asociación Civil Agrupación Virgen de Fátima \| + 0 s \| \| 8e \| Mark Cavendish \| Royaume-Uni \| Dimension Data \| + 0 s \| \| 9e \| Peter Sagan \| Slovaquie \| Bora-Hansgrohe \| + 0 s \| \| 10e \| Manuel Belletti \| Italie \| Androni Giocattoli-Sidermec \| + 0 s \| |                  |             |                                              |                 |
| |                  |             |                                              |                 |
| Source : ProCyclingStats |                  |             |                                              |                 |
| Classement de l'étape |                  |             |                                              |                 |
| Coureur | Coureur          | Pays        | Équipe                                       | Temps           |
| 1er | Fernando Gaviria | Colombie    | UAE Team Emirates                            | 3 h 50 min 12 s |
| 2e | Matteo Malucelli | Italie      | Caja Rural-Seguros RGA                       | + 0 s           |
| 3e | Sam Bennett      | Irlande     | Bora-Hansgrohe                               | + 0 s           |
| 4e | Luca Pacioni     | Italie      | Neri Sottoli-Selle Italia-KTM                | + 0 s           |
| 5e | Álvaro Hodeg     | Colombie    | Deceuninck-Quick Step                        | + 0 s           |
| 6e | Rudy Barbier     | France      | Israel Cycling Academy                       | + 0 s           |
| 7e | Ricardo Escuela  | Argentine   | Asociación Civil Agrupación Virgen de Fátima | + 0 s           |
| 8e | Mark Cavendish   | Royaume-Uni | Dimension Data                               | + 0 s           |
| 9e | Peter Sagan      | Slovaquie   | Bora-Hansgrohe                               | + 0 s           |
| 10e | Manuel Belletti  | Italie      | Androni Giocattoli-Sidermec                  | + 0 s           |

| \| Classement général \| Classement général \| Classement général \| Classement général \| Classement général \| \| Coureur \| Coureur \| Pays \| Équipe \| Temps \| \| ------------------ \| --------------------- \| ------------------ \| ----------------------------- \| ------------------ \| \| 1er \| Fernando Gaviria \| Colombie \| UAE Team Emirates \| 3 h 50 min 02 s \| \| 2e \| Matteo Malucelli \| Italie \| Caja Rural-Seguros RGA \| + 4 s \| \| 3e \| Sam Bennett \| Irlande \| Bora-Hansgrohe \| + 6 s \| \| 4e \| Maximiliano Navarrete \| Argentine \| Argentine \| + 7 s \| \| 5e \| Gerardo Tivani \| Argentine \| Municipalidad de Pocito \| + 7 s \| \| 6e \| Tiago Machado \| Portugal \| Sporting-Tavira \| + 8 s \| \| 7e \| Víctor Arroyo \| Argentine \| Argentine \| + 8 s \| \| 8e \| Emiliano Contreras \| Argentine \| Asociación Civil Mardan \| + 9 s \| \| 9e \| Alejandro Osorio \| Colombie \| Nippo-Vini Fantini-Faizanè \| + 9 s \| \| 10e \| Luca Pacioni \| Italie \| Neri Sottoli-Selle Italia-KTM \| + 10 s \| |                       |           |                               |                 |
| |                       |           |                               |                 |
| Source : ProCyclingStats |                       |           |                               |                 |
| Classement général |                       |           |                               |                 |
| Coureur | Coureur               | Pays      | Équipe                        | Temps           |
| 1er | Fernando Gaviria      | Colombie  | UAE Team Emirates             | 3 h 50 min 02 s |
| 2e | Matteo Malucelli      | Italie    | Caja Rural-Seguros RGA        | + 4 s           |
| 3e | Sam Bennett           | Irlande   | Bora-Hansgrohe                | + 6 s           |
| 4e | Maximiliano Navarrete | Argentine | Argentine                     | + 7 s           |
| 5e | Gerardo Tivani        | Argentine | Municipalidad de Pocito       | + 7 s           |
| 6e | Tiago Machado         | Portugal  | Sporting-Tavira               | + 8 s           |
| 7e | Víctor Arroyo         | Argentine | Argentine                     | + 8 s           |
| 8e | Emiliano Contreras    | Argentine | Asociación Civil Mardan       | + 9 s           |
| 9e | Alejandro Osorio      | Colombie  | Nippo-Vini Fantini-Faizanè    | + 9 s           |
| 10e | Luca Pacioni          | Italie    | Neri Sottoli-Selle Italia-KTM | + 10 s          |

### 2eétape
| \| Classement de l'étape \| Classement de l'étape \| Classement de l'étape \| Classement de l'étape \| Classement de l'étape \| \| Coureur \| Coureur \| Pays \| Équipe \| Temps \| \| --------------------- \| --------------------- \| --------------------- \| -------------------------------------------- \| --------------------- \| \| 1er \| Julian Alaphilippe \| France \| Deceuninck-Quick Step \| 3 h 11 min 33 s \| \| 2e \| Simone Consonni \| Italie \| UAE Team Emirates \| + 0 s \| \| 3e \| Peter Sagan \| Slovaquie \| Bora-Hansgrohe \| + 0 s \| \| 4e \| Jens Keukeleire \| Belgique \| Lotto-Soudal \| + 0 s \| \| 5e \| Daniel Zamora \| Argentine \| Asociación Civil Agrupación Virgen de Fátima \| + 0 s \| \| 6e \| Carlos Barbero \| Espagne \| Movistar Team \| + 0 s \| \| 7e \| Richard Carapaz \| Équateur \| Movistar Team \| + 0 s \| \| 8e \| Nicolás Tivani \| Argentine \| Asociación Civil Agrupación Virgen de Fátima \| + 0 s \| \| 9e \| Francesco Gavazzi \| Italie \| Androni Giocattoli-Sidermec \| + 0 s \| \| 10e \| Hideto Nakane \| Japon \| Nippo-Vini Fantini-Faizanè \| + 0 s \| |                    |           |                                              |                 |
| |                    |           |                                              |                 |
| Source : ProCyclingStats |                    |           |                                              |                 |
| Classement de l'étape |                    |           |                                              |                 |
| Coureur | Coureur            | Pays      | Équipe                                       | Temps           |
| 1er | Julian Alaphilippe | France    | Deceuninck-Quick Step                        | 3 h 11 min 33 s |
| 2e | Simone Consonni    | Italie    | UAE Team Emirates                            | + 0 s           |
| 3e | Peter Sagan        | Slovaquie | Bora-Hansgrohe                               | + 0 s           |
| 4e | Jens Keukeleire    | Belgique  | Lotto-Soudal                                 | + 0 s           |
| 5e | Daniel Zamora      | Argentine | Asociación Civil Agrupación Virgen de Fátima | + 0 s           |
| 6e | Carlos Barbero     | Espagne   | Movistar Team                                | + 0 s           |
| 7e | Richard Carapaz    | Équateur  | Movistar Team                                | + 0 s           |
| 8e | Nicolás Tivani     | Argentine | Asociación Civil Agrupación Virgen de Fátima | + 0 s           |
| 9e | Francesco Gavazzi  | Italie    | Androni Giocattoli-Sidermec                  | + 0 s           |
| 10e | Hideto Nakane      | Japon     | Nippo-Vini Fantini-Faizanè                   | + 0 s           |

| \| Classement général \| Classement général \| Classement général \| Classement général \| Classement général \| \| Coureur \| Coureur \| Pays \| Équipe \| Temps \| \| ------------------ \| ------------------- \| ------------------ \| -------------------------------------------- \| ------------------ \| \| 1er \| Fernando Gaviria \| Colombie \| UAE Team Emirates \| 7 h 01 min 32 s \| \| 2e \| Julian Alaphilippe \| France \| Deceuninck-Quick Step \| + 3 s \| \| 3e \| Simone Consonni \| Italie \| UAE Team Emirates \| + 7 s \| \| 4e \| Peter Sagan \| Slovaquie \| Bora-Hansgrohe \| + 9 s \| \| 5e \| Alonso Gamero \| Pérou \| Pérou \| + 12 s \| \| 6e \| Ricardo Escuela \| Argentine \| Asociación Civil Agrupación Virgen de Fátima \| + 13 s \| \| 7e \| Nicolás Tivani \| Argentine \| Asociación Civil Agrupación Virgen de Fátima \| + 13 s \| \| 8e \| Alexander Grigoriev \| Russie \| Sporting-Tavira \| + 13 s \| \| 9e \| Valerio Conti \| Italie \| UAE Team Emirates \| + 13 s \| \| 10e \| Laureano Rosas \| Argentine \| \| + 13 s \| |                     |           |                                              |                 |
| |                     |           |                                              |                 |
| Source : ProCyclingStats |                     |           |                                              |                 |
| Classement général |                     |           |                                              |                 |
| Coureur | Coureur             | Pays      | Équipe                                       | Temps           |
| 1er | Fernando Gaviria    | Colombie  | UAE Team Emirates                            | 7 h 01 min 32 s |
| 2e | Julian Alaphilippe  | France    | Deceuninck-Quick Step                        | + 3 s           |
| 3e | Simone Consonni     | Italie    | UAE Team Emirates                            | + 7 s           |
| 4e | Peter Sagan         | Slovaquie | Bora-Hansgrohe                               | + 9 s           |
| 5e | Alonso Gamero       | Pérou     | Pérou                                        | + 12 s          |
| 6e | Ricardo Escuela     | Argentine | Asociación Civil Agrupación Virgen de Fátima | + 13 s          |
| 7e | Nicolás Tivani      | Argentine | Asociación Civil Agrupación Virgen de Fátima | + 13 s          |
| 8e | Alexander Grigoriev | Russie    | Sporting-Tavira                              | + 13 s          |
| 9e | Valerio Conti       | Italie    | UAE Team Emirates                            | + 13 s          |
| 10e | Laureano Rosas      | Argentine |                                              | + 13 s          |

### 3eétape
| \| Classement de l'étape \| Classement de l'étape \| Classement de l'étape \| Classement de l'étape \| Classement de l'étape \| \| Coureur \| Coureur \| Pays \| Équipe \| Temps \| \| --------------------- \| --------------------- \| --------------------- \| --------------------- \| --------------------- \| \| 1er \| Julian Alaphilippe \| France \| Deceuninck-Quick Step \| 13 min 41 s \| \| 2e \| Valerio Conti \| Italie \| UAE Team Emirates \| + 12 s \| \| 3e \| Remco Evenepoel \| Belgique \| Deceuninck-Quick Step \| + 12 s \| \| 4e \| Felix Großschartner \| Autriche \| Bora-Hansgrohe \| + 16 s \| \| 5e \| Winner Anacona \| Colombie \| Movistar Team \| + 16 s \| \| 6e \| Fernando Gaviria \| Colombie \| UAE Team Emirates \| + 21 s \| \| 7e \| Peter Sagan \| Slovaquie \| Bora-Hansgrohe \| + 26 s \| \| 8e \| Tom Bohli \| Suisse \| UAE Team Emirates \| + 28 s \| \| 9e \| Laureano Rosas \| Argentine \| \| + 30 s \| \| 10e \| Óscar Sevilla \| Espagne \| Medellín \| + 31 s \| |                     |           |                       |             |
| |                     |           |                       |             |
| Source : ProCyclingStats |                     |           |                       |             |
| Classement de l'étape |                     |           |                       |             |
| Coureur | Coureur             | Pays      | Équipe                | Temps       |
| 1er | Julian Alaphilippe  | France    | Deceuninck-Quick Step | 13 min 41 s |
| 2e | Valerio Conti       | Italie    | UAE Team Emirates     | + 12 s      |
| 3e | Remco Evenepoel     | Belgique  | Deceuninck-Quick Step | + 12 s      |
| 4e | Felix Großschartner | Autriche  | Bora-Hansgrohe        | + 16 s      |
| 5e | Winner Anacona      | Colombie  | Movistar Team         | + 16 s      |
| 6e | Fernando Gaviria    | Colombie  | UAE Team Emirates     | + 21 s      |
| 7e | Peter Sagan         | Slovaquie | Bora-Hansgrohe        | + 26 s      |
| 8e | Tom Bohli           | Suisse    | UAE Team Emirates     | + 28 s      |
| 9e | Laureano Rosas      | Argentine |                       | + 30 s      |
| 10e | Óscar Sevilla       | Espagne   | Medellín              | + 31 s      |

| \| Classement général \| Classement général \| Classement général \| Classement général \| Classement général \| \| Coureur \| Coureur \| Pays \| Équipe \| Temps \| \| ------------------ \| ------------------- \| ------------------ \| --------------------- \| ------------------ \| \| 1er \| Julian Alaphilippe \| France \| Deceuninck-Quick Step \| 7 h 15 min 16 s \| \| 2e \| Fernando Gaviria \| Colombie \| UAE Team Emirates \| + 18 s \| \| 3e \| Valerio Conti \| Italie \| UAE Team Emirates \| + 22 s \| \| 4e \| Remco Evenepoel \| Belgique \| Deceuninck-Quick Step \| + 22 s \| \| 5e \| Felix Großschartner \| Autriche \| Bora-Hansgrohe \| + 26 s \| \| 6e \| Winner Anacona \| Colombie \| Movistar Team \| + 26 s \| \| 7e \| Peter Sagan \| Slovaquie \| Bora-Hansgrohe \| + 32 s \| \| 8e \| Laureano Rosas \| Argentine \| \| + 40 s \| \| 9e \| Óscar Sevilla \| Espagne \| Medellín \| + 41 s \| \| 10e \| Simone Consonni \| Italie \| UAE Team Emirates \| + 44 s \| |                     |           |                       |                 |
| |                     |           |                       |                 |
| Source : ProCyclingStats |                     |           |                       |                 |
| Classement général |                     |           |                       |                 |
| Coureur | Coureur             | Pays      | Équipe                | Temps           |
| 1er | Julian Alaphilippe  | France    | Deceuninck-Quick Step | 7 h 15 min 16 s |
| 2e | Fernando Gaviria    | Colombie  | UAE Team Emirates     | + 18 s          |
| 3e | Valerio Conti       | Italie    | UAE Team Emirates     | + 22 s          |
| 4e | Remco Evenepoel     | Belgique  | Deceuninck-Quick Step | + 22 s          |
| 5e | Felix Großschartner | Autriche  | Bora-Hansgrohe        | + 26 s          |
| 6e | Winner Anacona      | Colombie  | Movistar Team         | + 26 s          |
| 7e | Peter Sagan         | Slovaquie | Bora-Hansgrohe        | + 32 s          |
| 8e | Laureano Rosas      | Argentine |                       | + 40 s          |
| 9e | Óscar Sevilla       | Espagne   | Medellín              | + 41 s          |
| 10e | Simone Consonni     | Italie    | UAE Team Emirates     | + 44 s          |

### 4eétape
Une échappée comportant Royner Navarro, Nicolás Paredes et Daniel Zamora est reprise à trois kilomètres de l'arrivée. Fernando Gaviria remporte le sprint devant Peter Sagan.
| \| Classement de l'étape \| Classement de l'étape \| Classement de l'étape \| Classement de l'étape \| Classement de l'étape \| \| Coureur \| Coureur \| Pays \| Équipe \| Temps \| \| --------------------- \| --------------------- \| --------------------- \| -------------------------------------------- \| --------------------- \| \| 1er \| Fernando Gaviria \| Colombie \| UAE Team Emirates \| 4 h 20 min 26 s \| \| 2e \| Peter Sagan \| Slovaquie \| Bora-Hansgrohe \| + 0 s \| \| 3e \| Álvaro Hodeg \| Colombie \| Deceuninck-Quick Step \| + 0 s \| \| 4e \| Simone Consonni \| Italie \| UAE Team Emirates \| + 0 s \| \| 5e \| Luca Pacioni \| Italie \| Neri Sottoli-Selle Italia-KTM \| + 0 s \| \| 6e \| Matteo Malucelli \| Italie \| Caja Rural-Seguros RGA \| + 0 s \| \| 7e \| Nelson Soto \| Colombie \| Caja Rural-Seguros RGA \| + 0 s \| \| 8e \| Imerio Cima \| Italie \| Nippo-Vini Fantini-Faizanè \| + 0 s \| \| 9e \| Nikolas Maes \| Belgique \| Lotto-Soudal \| + 0 s \| \| 10e \| Ricardo Escuela \| Argentine \| Asociación Civil Agrupación Virgen de Fátima \| + 0 s \| |                  |           |                                              |                 |
| |                  |           |                                              |                 |
| Source : ProCyclingStats |                  |           |                                              |                 |
| Classement de l'étape |                  |           |                                              |                 |
| Coureur | Coureur          | Pays      | Équipe                                       | Temps           |
| 1er | Fernando Gaviria | Colombie  | UAE Team Emirates                            | 4 h 20 min 26 s |
| 2e | Peter Sagan      | Slovaquie | Bora-Hansgrohe                               | + 0 s           |
| 3e | Álvaro Hodeg     | Colombie  | Deceuninck-Quick Step                        | + 0 s           |
| 4e | Simone Consonni  | Italie    | UAE Team Emirates                            | + 0 s           |
| 5e | Luca Pacioni     | Italie    | Neri Sottoli-Selle Italia-KTM                | + 0 s           |
| 6e | Matteo Malucelli | Italie    | Caja Rural-Seguros RGA                       | + 0 s           |
| 7e | Nelson Soto      | Colombie  | Caja Rural-Seguros RGA                       | + 0 s           |
| 8e | Imerio Cima      | Italie    | Nippo-Vini Fantini-Faizanè                   | + 0 s           |
| 9e | Nikolas Maes     | Belgique  | Lotto-Soudal                                 | + 0 s           |
| 10e | Ricardo Escuela  | Argentine | Asociación Civil Agrupación Virgen de Fátima | + 0 s           |

| \| Classement général \| Classement général \| Classement général \| Classement général \| Classement général \| \| Coureur \| Coureur \| Pays \| Équipe \| Temps \| \| ------------------ \| ------------------- \| ------------------ \| --------------------- \| ------------------ \| \| 1er \| Julian Alaphilippe \| France \| Deceuninck-Quick Step \| \| \| 2e \| Fernando Gaviria \| Colombie \| UAE Team Emirates \| + 8 s \| \| 3e \| Valerio Conti \| Italie \| UAE Team Emirates \| + 22 s \| \| 4e \| Remco Evenepoel \| Belgique \| Deceuninck-Quick Step \| + 22 s \| \| 5e \| Peter Sagan \| Slovaquie \| Bora-Hansgrohe \| + 26 s \| \| 6e \| Felix Großschartner \| Autriche \| Bora-Hansgrohe \| + 26 s \| \| 7e \| Winner Anacona \| Colombie \| Movistar Team \| + 26 s \| \| 8e \| Laureano Rosas \| Argentine \| \| + 40 s \| \| 9e \| Óscar Sevilla \| Espagne \| Medellín \| + 41 s \| \| 10e \| Simone Consonni \| Italie \| UAE Team Emirates \| + 44 s \| |                     |           |                       |        |
| |                     |           |                       |        |
| Source : ProCyclingStats |                     |           |                       |        |
| Classement général |                     |           |                       |        |
| Coureur | Coureur             | Pays      | Équipe                | Temps  |
| 1er | Julian Alaphilippe  | France    | Deceuninck-Quick Step |        |
| 2e | Fernando Gaviria    | Colombie  | UAE Team Emirates     | + 8 s  |
| 3e | Valerio Conti       | Italie    | UAE Team Emirates     | + 22 s |
| 4e | Remco Evenepoel     | Belgique  | Deceuninck-Quick Step | + 22 s |
| 5e | Peter Sagan         | Slovaquie | Bora-Hansgrohe        | + 26 s |
| 6e | Felix Großschartner | Autriche  | Bora-Hansgrohe        | + 26 s |
| 7e | Winner Anacona      | Colombie  | Movistar Team         | + 26 s |
| 8e | Laureano Rosas      | Argentine |                       | + 40 s |
| 9e | Óscar Sevilla       | Espagne   | Medellín              | + 41 s |
| 10e | Simone Consonni     | Italie    | UAE Team Emirates     | + 44 s |

### 5eétape
| \| Classement de l'étape \| Classement de l'étape \| Classement de l'étape \| Classement de l'étape \| Classement de l'étape \| \| Coureur \| Coureur \| Pays \| Équipe \| Temps \| \| --------------------- \| --------------------- \| --------------------- \| ----------------------------- \| --------------------- \| \| 1er \| Winner Anacona \| Colombie \| Movistar Team \| 4 h 25 min 10 s \| \| 2e \| Nicolás Paredes \| Colombie \| Medellín \| + 0 s \| \| 3e \| Cristhian Montoya \| Colombie \| Medellín \| + 0 s \| \| 4e \| Richard Carapaz \| Équateur \| Movistar Team \| + 32 s \| \| 5e \| Óscar Sevilla \| Espagne \| Medellín \| + 32 s \| \| 6e \| Efrén Santos \| Mexique \| Mexique \| + 45 s \| \| 7e \| Alejandro Osorio \| Colombie \| Nippo-Vini Fantini-Faizanè \| + 55 s \| \| 8e \| Dayer Quintana \| Colombie \| Neri Sottoli-Selle Italia-KTM \| + 55 s \| \| 9e \| Tiesj Benoot \| Belgique \| Lotto-Soudal \| + 55 s \| \| 10e \| Gino Mäder \| Suisse \| Dimension Data \| + 57 s \| |                   |          |                               |                 |
| |                   |          |                               |                 |
| Source : ProCyclingStats |                   |          |                               |                 |
| Classement de l'étape |                   |          |                               |                 |
| Coureur | Coureur           | Pays     | Équipe                        | Temps           |
| 1er | Winner Anacona    | Colombie | Movistar Team                 | 4 h 25 min 10 s |
| 2e | Nicolás Paredes   | Colombie | Medellín                      | + 0 s           |
| 3e | Cristhian Montoya | Colombie | Medellín                      | + 0 s           |
| 4e | Richard Carapaz   | Équateur | Movistar Team                 | + 32 s          |
| 5e | Óscar Sevilla     | Espagne  | Medellín                      | + 32 s          |
| 6e | Efrén Santos      | Mexique  | Mexique                       | + 45 s          |
| 7e | Alejandro Osorio  | Colombie | Nippo-Vini Fantini-Faizanè    | + 55 s          |
| 8e | Dayer Quintana    | Colombie | Neri Sottoli-Selle Italia-KTM | + 55 s          |
| 9e | Tiesj Benoot      | Belgique | Lotto-Soudal                  | + 55 s          |
| 10e | Gino Mäder        | Suisse   | Dimension Data                | + 57 s          |

| \| Classement général \| Classement général \| Classement général \| Classement général \| Classement général \| \| Coureur \| Coureur \| Pays \| Équipe \| Temps \| \| ------------------ \| ------------------- \| ------------------ \| --------------------- \| ------------------ \| \| 1er \| Winner Anacona \| Colombie \| Movistar Team \| 16 h 01 min 08 s \| \| 2e \| Julian Alaphilippe \| France \| Deceuninck-Quick Step \| + 41 s \| \| 3e \| Óscar Sevilla \| Espagne \| Medellín \| + 57 s \| \| 4e \| Valerio Conti \| Italie \| UAE Team Emirates \| + 1 min 03 s \| \| 5e \| Felix Großschartner \| Autriche \| Bora-Hansgrohe \| + 1 min 13 s \| \| 6e \| Richard Carapaz \| Équateur \| Movistar Team \| + 1 min 20 s \| \| 7e \| Nicolás Paredes \| Colombie \| Medellín \| + 1 min 24 s \| \| 8e \| Nairo Quintana \| Colombie \| Movistar Team \| + 1 min 29 s \| \| 9e \| Remco Evenepoel \| Belgique \| Deceuninck-Quick Step \| + 1 min 36 s \| \| 10e \| Tiesj Benoot \| Belgique \| Lotto-Soudal \| + 1 min 38 s \| |                     |          |                       |                  |
| |                     |          |                       |                  |
| Source : ProCyclingStats |                     |          |                       |                  |
| Classement général |                     |          |                       |                  |
| Coureur | Coureur             | Pays     | Équipe                | Temps            |
| 1er | Winner Anacona      | Colombie | Movistar Team         | 16 h 01 min 08 s |
| 2e | Julian Alaphilippe  | France   | Deceuninck-Quick Step | + 41 s           |
| 3e | Óscar Sevilla       | Espagne  | Medellín              | + 57 s           |
| 4e | Valerio Conti       | Italie   | UAE Team Emirates     | + 1 min 03 s     |
| 5e | Felix Großschartner | Autriche | Bora-Hansgrohe        | + 1 min 13 s     |
| 6e | Richard Carapaz     | Équateur | Movistar Team         | + 1 min 20 s     |
| 7e | Nicolás Paredes     | Colombie | Medellín              | + 1 min 24 s     |
| 8e | Nairo Quintana      | Colombie | Movistar Team         | + 1 min 29 s     |
| 9e | Remco Evenepoel     | Belgique | Deceuninck-Quick Step | + 1 min 36 s     |
| 10e | Tiesj Benoot        | Belgique | Lotto-Soudal          | + 1 min 38 s     |

### 6eétape
| \| Classement de l'étape \| Classement de l'étape \| Classement de l'étape \| Classement de l'étape \| Classement de l'étape \| \| Coureur \| Coureur \| Pays \| Équipe \| Temps \| \| --------------------- \| --------------------- \| --------------------- \| -------------------------------------------- \| --------------------- \| \| 1er \| Nicolás Tivani \| Argentine \| Asociación Civil Agrupación Virgen de Fátima \| 3 h 13 min 29 s \| \| 2e \| Daniel Díaz \| Argentine \| Municipalidad de Pocito \| + 0 s \| \| 3e \| Daniel Zamora \| Argentine \| Asociación Civil Agrupación Virgen de Fátima \| + 0 s \| \| 4e \| Sam Bennett \| Irlande \| Bora-Hansgrohe \| + 12 s \| \| 5e \| Fernando Gaviria \| Colombie \| UAE Team Emirates \| + 12 s \| \| 6e \| Maximiliano Richeze \| Argentine \| Deceuninck-Quick Step \| + 12 s \| \| 7e \| Simone Consonni \| Italie \| UAE Team Emirates \| + 12 s \| \| 8e \| Stan Dewulf \| Belgique \| Lotto-Soudal \| + 12 s \| \| 9e \| Julian Alaphilippe \| France \| Deceuninck-Quick Step \| + 12 s \| \| 10e \| Rudy Barbier \| France \| Israel Cycling Academy \| + 16 s \| |                     |           |                                              |                 |
| |                     |           |                                              |                 |
| Source : ProCyclingStats |                     |           |                                              |                 |
| Classement de l'étape |                     |           |                                              |                 |
| Coureur | Coureur             | Pays      | Équipe                                       | Temps           |
| 1er | Nicolás Tivani      | Argentine | Asociación Civil Agrupación Virgen de Fátima | 3 h 13 min 29 s |
| 2e | Daniel Díaz         | Argentine | Municipalidad de Pocito                      | + 0 s           |
| 3e | Daniel Zamora       | Argentine | Asociación Civil Agrupación Virgen de Fátima | + 0 s           |
| 4e | Sam Bennett         | Irlande   | Bora-Hansgrohe                               | + 12 s          |
| 5e | Fernando Gaviria    | Colombie  | UAE Team Emirates                            | + 12 s          |
| 6e | Maximiliano Richeze | Argentine | Deceuninck-Quick Step                        | + 12 s          |
| 7e | Simone Consonni     | Italie    | UAE Team Emirates                            | + 12 s          |
| 8e | Stan Dewulf         | Belgique  | Lotto-Soudal                                 | + 12 s          |
| 9e | Julian Alaphilippe  | France    | Deceuninck-Quick Step                        | + 12 s          |
| 10e | Rudy Barbier        | France    | Israel Cycling Academy                       | + 16 s          |

| \| Classement général \| Classement général \| Classement général \| Classement général \| Classement général \| \| Coureur \| Coureur \| Pays \| Équipe \| Temps \| \| ------------------ \| ------------------- \| ------------------ \| --------------------- \| ------------------ \| \| 1er \| Winner Anacona \| Colombie \| Movistar Team \| 19 h 14 min 55 s \| \| 2e \| Julian Alaphilippe \| France \| Deceuninck-Quick Step \| + 35 s \| \| 3e \| Óscar Sevilla \| Espagne \| Medellín \| + 57 s \| \| 4e \| Valerio Conti \| Italie \| UAE Team Emirates \| + 1 min 03 s \| \| 5e \| Felix Großschartner \| Autriche \| Bora-Hansgrohe \| + 1 min 13 s \| \| 6e \| Richard Carapaz \| Équateur \| Movistar Team \| + 1 min 20 s \| \| 7e \| Nicolás Paredes \| Colombie \| Medellín \| + 1 min 24 s \| \| 8e \| Nairo Quintana \| Colombie \| Movistar Team \| + 1 min 29 s \| \| 9e \| Remco Evenepoel \| Belgique \| Deceuninck-Quick Step \| + 1 min 36 s \| \| 10e \| Tiesj Benoot \| Belgique \| Lotto-Soudal \| + 1 min 38 s \| |                     |          |                       |                  |
| |                     |          |                       |                  |
| Source : ProCyclingStats |                     |          |                       |                  |
| Classement général |                     |          |                       |                  |
| Coureur | Coureur             | Pays     | Équipe                | Temps            |
| 1er | Winner Anacona      | Colombie | Movistar Team         | 19 h 14 min 55 s |
| 2e | Julian Alaphilippe  | France   | Deceuninck-Quick Step | + 35 s           |
| 3e | Óscar Sevilla       | Espagne  | Medellín              | + 57 s           |
| 4e | Valerio Conti       | Italie   | UAE Team Emirates     | + 1 min 03 s     |
| 5e | Felix Großschartner | Autriche | Bora-Hansgrohe        | + 1 min 13 s     |
| 6e | Richard Carapaz     | Équateur | Movistar Team         | + 1 min 20 s     |
| 7e | Nicolás Paredes     | Colombie | Medellín              | + 1 min 24 s     |
| 8e | Nairo Quintana      | Colombie | Movistar Team         | + 1 min 29 s     |
| 9e | Remco Evenepoel     | Belgique | Deceuninck-Quick Step | + 1 min 36 s     |
| 10e | Tiesj Benoot        | Belgique | Lotto-Soudal          | + 1 min 38 s     |

### 7eétape
| \| Classement de l'étape \| Classement de l'étape \| Classement de l'étape \| Classement de l'étape \| Classement de l'étape \| \| Coureur \| Coureur \| Pays \| Équipe \| Temps \| \| --------------------- \| --------------------- \| --------------------- \| -------------------------------------------- \| --------------------- \| \| 1er \| Sam Bennett \| Irlande \| Bora-Hansgrohe \| 2 h 54 min 26 s \| \| 2e \| Álvaro Hodeg \| Colombie \| Deceuninck-Quick Step \| + 0 s \| \| 3e \| Erik Baška \| Slovaquie \| Bora-Hansgrohe \| + 0 s \| \| 4e \| Manuel Belletti \| Italie \| Androni Giocattoli-Sidermec \| + 0 s \| \| 5e \| Peter Sagan \| Slovaquie \| Bora-Hansgrohe \| + 0 s \| \| 6e \| Rudy Barbier \| France \| Israel Cycling Academy \| + 0 s \| \| 7e \| Imerio Cima \| Italie \| Nippo-Vini Fantini-Faizanè \| + 0 s \| \| 8e \| Matteo Malucelli \| Italie \| Caja Rural-Seguros RGA \| + 0 s \| \| 9e \| Ricardo Escuela \| Argentine \| Asociación Civil Agrupación Virgen de Fátima \| + 0 s \| \| 10e \| Fernando Gaviria \| Colombie \| UAE Team Emirates \| + 0 s \| |                  |           |                                              |                 |
| |                  |           |                                              |                 |
| Source : ProCyclingStats |                  |           |                                              |                 |
| Classement de l'étape |                  |           |                                              |                 |
| Coureur | Coureur          | Pays      | Équipe                                       | Temps           |
| 1er | Sam Bennett      | Irlande   | Bora-Hansgrohe                               | 2 h 54 min 26 s |
| 2e | Álvaro Hodeg     | Colombie  | Deceuninck-Quick Step                        | + 0 s           |
| 3e | Erik Baška       | Slovaquie | Bora-Hansgrohe                               | + 0 s           |
| 4e | Manuel Belletti  | Italie    | Androni Giocattoli-Sidermec                  | + 0 s           |
| 5e | Peter Sagan      | Slovaquie | Bora-Hansgrohe                               | + 0 s           |
| 6e | Rudy Barbier     | France    | Israel Cycling Academy                       | + 0 s           |
| 7e | Imerio Cima      | Italie    | Nippo-Vini Fantini-Faizanè                   | + 0 s           |
| 8e | Matteo Malucelli | Italie    | Caja Rural-Seguros RGA                       | + 0 s           |
| 9e | Ricardo Escuela  | Argentine | Asociación Civil Agrupación Virgen de Fátima | + 0 s           |
| 10e | Fernando Gaviria | Colombie  | UAE Team Emirates                            | + 0 s           |

## Classements finals

### Classement général
| \| Classement général \| Classement général \| Classement général \| Classement général \| Classement général \| \| Coureur \| Coureur \| Pays \| Équipe \| Temps \| \| ------------------ \| ------------------- \| ------------------ \| -------------------------------------------- \| ------------------ \| \| 1er \| Winner Anacona \| Colombie \| Movistar Team \| 22 h 09 min 21 s \| \| 2e \| Julian Alaphilippe \| France \| Deceuninck-Quick Step \| + 35 s \| \| 3e \| Óscar Sevilla \| Espagne \| Medellín \| + 57 s \| \| 4e \| Valerio Conti \| Italie \| UAE Team Emirates \| + 1 min 03 s \| \| 5e \| Felix Großschartner \| Autriche \| Bora-Hansgrohe \| + 1 min 13 s \| \| 6e \| Richard Carapaz \| Équateur \| Movistar Team \| + 1 min 20 s \| \| 7e \| Nicolás Paredes \| Colombie \| Medellín \| + 1 min 24 s \| \| 8e \| Nairo Quintana \| Colombie \| Movistar Team \| + 1 min 29 s \| \| 9e \| Remco Evenepoel \| Belgique \| Deceuninck-Quick Step \| + 1 min 36 s \| \| 10e \| Tiesj Benoot \| Belgique \| Lotto-Soudal \| + 1 min 38 s \| \| 11e \| Gino Mäder \| Suisse \| Dimension Data \| + 1 min 38 s \| \| 12e \| Cristhian Montoya \| Colombie \| Medellín \| + 1 min 47 s \| \| 13e \| Alexander Grigoriev \| Russie \| Sporting-Tavira \| + 1 min 48 s \| \| 14e \| Nicolás Tivani \| Argentine \| Asociación Civil Agrupación Virgen de Fátima \| + 2 min 07 s \| \| 15e \| Mattia Cattaneo \| Italie \| Androni Giocattoli-Sidermec \| + 2 min 15 s \| |                     |           |                                              |                  |
| |                     |           |                                              |                  |
| Source : ProCyclingStats |                     |           |                                              |                  |
| Classement général |                     |           |                                              |                  |
| Coureur | Coureur             | Pays      | Équipe                                       | Temps            |
| 1er | Winner Anacona      | Colombie  | Movistar Team                                | 22 h 09 min 21 s |
| 2e | Julian Alaphilippe  | France    | Deceuninck-Quick Step                        | + 35 s           |
| 3e | Óscar Sevilla       | Espagne   | Medellín                                     | + 57 s           |
| 4e | Valerio Conti       | Italie    | UAE Team Emirates                            | + 1 min 03 s     |
| 5e | Felix Großschartner | Autriche  | Bora-Hansgrohe                               | + 1 min 13 s     |
| 6e | Richard Carapaz     | Équateur  | Movistar Team                                | + 1 min 20 s     |
| 7e | Nicolás Paredes     | Colombie  | Medellín                                     | + 1 min 24 s     |
| 8e | Nairo Quintana      | Colombie  | Movistar Team                                | + 1 min 29 s     |
| 9e | Remco Evenepoel     | Belgique  | Deceuninck-Quick Step                        | + 1 min 36 s     |
| 10e | Tiesj Benoot        | Belgique  | Lotto-Soudal                                 | + 1 min 38 s     |
| 11e | Gino Mäder          | Suisse    | Dimension Data                               | + 1 min 38 s     |
| 12e | Cristhian Montoya   | Colombie  | Medellín                                     | + 1 min 47 s     |
| 13e | Alexander Grigoriev | Russie    | Sporting-Tavira                              | + 1 min 48 s     |
| 14e | Nicolás Tivani      | Argentine | Asociación Civil Agrupación Virgen de Fátima | + 2 min 07 s     |
| 15e | Mattia Cattaneo     | Italie    | Androni Giocattoli-Sidermec                  | + 2 min 15 s     |

### Classements annexes
| Classement de la montagne | Classement de la montagne | Classement de la montagne | Classement de la montagne                    | Classement de la montagne |
| Coureur                   | Coureur                   | Pays                      | Équipe                                       | Points                    |
| ------------------------- | ------------------------- | ------------------------- | -------------------------------------------- | ------------------------- |
| 1er                       | Daniel Zamora             | Argentine                 | Asociación Civil Agrupación Virgen de Fátima | 30 pts                    |
| 2e                        | Nicolás Paredes           | Colombie                  | Medellín                                     | 26 pts                    |
| 3e                        | Facundo Cattapan          | Argentine                 | Municipalidad de Rawson                      | 16 pts                    |
| 4e                        | Royner Navarro            | Pérou                     | Pérou                                        | 13 pts                    |
| 5e                        | Winner Anacona            | Colombie                  | Movistar Team                                | 10 pts                    |
| 6e                        | Miguel Luis Álvarez       | Mexique                   | Mexique                                      | 9 pts                     |
| 7e                        | Cristhian Montoya         | Colombie                  | Medellín                                     | 8 pts                     |
| 8e                        | Robert Méndez             | Uruguay                   | Uruguay                                      | 8 pts                     |
| 9e                        | Daniel Lucero             | Argentine                 | Municipalidad de Rawson                      | 7 pts                     |
| 10e                       | Hamish Schreurs           | Nouvelle-Zélande          | Israel Cycling Academy                       | 5 pts                     |

| Classement de la montagne | Classement de la montagne | Classement de la montagne | Classement de la montagne                    | Classement de la montagne |
| Coureur                   | Coureur                   | Pays                      | Équipe                                       | Points                    |
| ------------------------- | ------------------------- | ------------------------- | -------------------------------------------- | ------------------------- |
| 1er                       | Daniel Zamora             | Argentine                 | Asociación Civil Agrupación Virgen de Fátima | 30 pts                    |
| 2e                        | Nicolás Paredes           | Colombie                  | Medellín                                     | 26 pts                    |
| 3e                        | Facundo Cattapan          | Argentine                 | Municipalidad de Rawson                      | 16 pts                    |
| 4e                        | Royner Navarro            | Pérou                     | Pérou                                        | 13 pts                    |
| 5e                        | Winner Anacona            | Colombie                  | Movistar Team                                | 10 pts                    |
| 6e                        | Miguel Luis Álvarez       | Mexique                   | Mexique                                      | 9 pts                     |
| 7e                        | Cristhian Montoya         | Colombie                  | Medellín                                     | 8 pts                     |
| 8e                        | Robert Méndez             | Uruguay                   | Uruguay                                      | 8 pts                     |
| 9e                        | Daniel Lucero             | Argentine                 | Municipalidad de Rawson                      | 7 pts                     |
| 10e                       | Hamish Schreurs           | Nouvelle-Zélande          | Israel Cycling Academy                       | 5 pts                     |

| Classement du meilleur jeune | Classement du meilleur jeune | Classement du meilleur jeune | Classement du meilleur jeune        | Classement du meilleur jeune |
| Coureur                      | Coureur                      | Pays                         | Équipe                              | Temps                        |
| ---------------------------- | ---------------------------- | ---------------------------- | ----------------------------------- | ---------------------------- |
| 1er                          | Remco Evenepoel              | Belgique                     | Deceuninck-Quick Step               | 22 h 10 min 57 s             |
| 2e                           | Gino Mäder                   | Suisse                       | Dimension Data                      | + 2 s                        |
| 3e                           | Sebastián Castaño            | Colombie                     | Beltrami TSA-Hopplà-Petroli Firenze | + 54 s                       |
| 4e                           | Alejandro Osorio             | Colombie                     | Nippo-Vini Fantini-Faizanè          | + 3 min 52 s                 |
| 5e                           | Filippo Conca                | Italie                       | Biesse Carrera                      | + 5 min 47 s                 |
| 6e                           | Luis Villalobos              | Mexique                      | Mexique                             | + 8 min 47 s                 |
| 7e                           | Stan Dewulf                  | Belgique                     | Lotto-Soudal                        | + 10 min 05 s                |
| 8e                           | Wilson Peña                  | Colombie                     | Beltrami TSA-Hopplà-Petroli Firenze | + 10 min 35 s                |
| 9e                           | Ottavio Dotti                | Italie                       | Beltrami TSA-Hopplà-Petroli Firenze | + 12 min 03 s                |
| 10e                          | Imerio Cima                  | Italie                       | Nippo-Vini Fantini-Faizanè          | + 14 min 09 s                |

| Classement du meilleur jeune | Classement du meilleur jeune | Classement du meilleur jeune | Classement du meilleur jeune        | Classement du meilleur jeune |
| Coureur                      | Coureur                      | Pays                         | Équipe                              | Temps                        |
| ---------------------------- | ---------------------------- | ---------------------------- | ----------------------------------- | ---------------------------- |
| 1er                          | Remco Evenepoel              | Belgique                     | Deceuninck-Quick Step               | 22 h 10 min 57 s             |
| 2e                           | Gino Mäder                   | Suisse                       | Dimension Data                      | + 2 s                        |
| 3e                           | Sebastián Castaño            | Colombie                     | Beltrami TSA-Hopplà-Petroli Firenze | + 54 s                       |
| 4e                           | Alejandro Osorio             | Colombie                     | Nippo-Vini Fantini-Faizanè          | + 3 min 52 s                 |
| 5e                           | Filippo Conca                | Italie                       | Biesse Carrera                      | + 5 min 47 s                 |
| 6e                           | Luis Villalobos              | Mexique                      | Mexique                             | + 8 min 47 s                 |
| 7e                           | Stan Dewulf                  | Belgique                     | Lotto-Soudal                        | + 10 min 05 s                |
| 8e                           | Wilson Peña                  | Colombie                     | Beltrami TSA-Hopplà-Petroli Firenze | + 10 min 35 s                |
| 9e                           | Ottavio Dotti                | Italie                       | Beltrami TSA-Hopplà-Petroli Firenze | + 12 min 03 s                |
| 10e                          | Imerio Cima                  | Italie                       | Nippo-Vini Fantini-Faizanè          | + 14 min 09 s                |

| Classement des sprints | Classement des sprints | Classement des sprints | Classement des sprints                       | Classement des sprints |
| Coureur                | Coureur                | Pays                   | Équipe                                       | Points                 |
| ---------------------- | ---------------------- | ---------------------- | -------------------------------------------- | ---------------------- |
| 1er                    | Maximiliano Navarrete  | Argentine              | Argentine                                    | 11 pts                 |
| 2e                     | Daniel Zamora          | Argentine              | Asociación Civil Agrupación Virgen de Fátima | 10 pts                 |
| 3e                     | Gerardo Tivani         | Argentine              | Municipalidad de Pocito                      | 5 pts                  |
| 4e                     | Adrián Richeze         | Argentine              | Asociación Civil Agrupación Virgen de Fátima | 4 pts                  |
| 5e                     | Nicolás Tivani         | Argentine              | Asociación Civil Agrupación Virgen de Fátima | 4 pts                  |
| 6e                     | Fabio Duarte           | Colombie               | Medellín                                     | 3 pts                  |
| 7e                     | Royner Navarro         | Pérou                  | Pérou                                        | 3 pts                  |
| 8e                     | Fernando Gaviria       | Colombie               | UAE Team Emirates                            | 3 pts                  |
| 9e                     | Hamish Schreurs        | Nouvelle-Zélande       | Israel Cycling Academy                       | 3 pts                  |
| 10e                    | Facundo Cattapan       | Argentine              | Municipalidad de Rawson                      | 3 pts                  |

| Classement des sprints | Classement des sprints | Classement des sprints | Classement des sprints                       | Classement des sprints |
| Coureur                | Coureur                | Pays                   | Équipe                                       | Points                 |
| ---------------------- | ---------------------- | ---------------------- | -------------------------------------------- | ---------------------- |
| 1er                    | Maximiliano Navarrete  | Argentine              | Argentine                                    | 11 pts                 |
| 2e                     | Daniel Zamora          | Argentine              | Asociación Civil Agrupación Virgen de Fátima | 10 pts                 |
| 3e                     | Gerardo Tivani         | Argentine              | Municipalidad de Pocito                      | 5 pts                  |
| 4e                     | Adrián Richeze         | Argentine              | Asociación Civil Agrupación Virgen de Fátima | 4 pts                  |
| 5e                     | Nicolás Tivani         | Argentine              | Asociación Civil Agrupación Virgen de Fátima | 4 pts                  |
| 6e                     | Fabio Duarte           | Colombie               | Medellín                                     | 3 pts                  |
| 7e                     | Royner Navarro         | Pérou                  | Pérou                                        | 3 pts                  |
| 8e                     | Fernando Gaviria       | Colombie               | UAE Team Emirates                            | 3 pts                  |
| 9e                     | Hamish Schreurs        | Nouvelle-Zélande       | Israel Cycling Academy                       | 3 pts                  |
| 10e                    | Facundo Cattapan       | Argentine              | Municipalidad de Rawson                      | 3 pts                  |

| Classement par équipes | Classement par équipes                       | Classement par équipes | Classement par équipes |
| Équipe                 | Équipe                                       | Pays                   | Temps                  |
| ---------------------- | -------------------------------------------- | ---------------------- | ---------------------- |
| 1re                    | Movistar Team                                | Espagne                | 66 h 31 min 02 s       |
| 2e                     | Medellín                                     | Colombie               | + 1 min 01 s           |
| 3e                     | Asociación Civil Agrupación Virgen de Fátima | Argentine              | + 3 min 35 s           |
| 4e                     | Androni Giocattoli-Sidermec                  | Italie                 | + 4 min 46 s           |
| 5e                     | Nippo Vini Fantini Faizanè                   | Italie                 | + 6 min 30 s           |
| 6e                     | Caja Rural-Seguros RGA                       | Espagne                | + 8 min 05 s           |
| 7e                     | Municipalidad de Pocito                      | Argentine              | + 11 min 06 s          |
| 8e                     | Dimension Data                               | Afrique du Sud         | + 11 min 41 s          |
| 9e                     | Bora-hansgrohe                               | Allemagne              | + 14 min 11 s          |
| 10e                    | Deceuninck-Quick Step                        | Belgique               | + 14 min 18 s          |

| Classement par équipes | Classement par équipes                       | Classement par équipes | Classement par équipes |
| Équipe                 | Équipe                                       | Pays                   | Temps                  |
| ---------------------- | -------------------------------------------- | ---------------------- | ---------------------- |
| 1re                    | Movistar Team                                | Espagne                | 66 h 31 min 02 s       |
| 2e                     | Medellín                                     | Colombie               | + 1 min 01 s           |
| 3e                     | Asociación Civil Agrupación Virgen de Fátima | Argentine              | + 3 min 35 s           |
| 4e                     | Androni Giocattoli-Sidermec                  | Italie                 | + 4 min 46 s           |
| 5e                     | Nippo Vini Fantini Faizanè                   | Italie                 | + 6 min 30 s           |
| 6e                     | Caja Rural-Seguros RGA                       | Espagne                | + 8 min 05 s           |
| 7e                     | Municipalidad de Pocito                      | Argentine              | + 11 min 06 s          |
| 8e                     | Dimension Data                               | Afrique du Sud         | + 11 min 41 s          |
| 9e                     | Bora-hansgrohe                               | Allemagne              | + 14 min 11 s          |
| 10e                    | Deceuninck-Quick Step                        | Belgique               | + 14 min 18 s          |

## Classements UCI
La course attribue le même nombre de points pour l'UCI America Tour 2019 et le Classement mondial UCI (pour tous les coureurs), l'épreuve affecte les points comme suit :
| Position           | 1er | 2e | 3e | 4e | 5e | 6e | 7e | 8e | 9e | 10e | 11e | 12e | 13e à 15e | 16e à 25e |
| Classement général | 125 | 85 | 70 | 60 | 50 | 40 | 35 | 30 | 25 | 20  | 15  | 10  | 5         | 3         |
| Par étapes         | 14  | 5  | 3  |    |    |    |    |    |    |     |     |     |           |           |
| Leader             | 3   |    |    |    |    |    |    |    |    |     |     |     |           |           |

| Classement | Classement | Classement | Classement | Classement | Classement | Classement |
| Pos        | Coureur    | Équipe     | Général    | Étape      | Leader     | Total      |
| ---------- | ---------- | ---------- | ---------- | ---------- | ---------- | ---------- |

## Évolution des classements
| Étape              | Vainqueur          | Classement général | Classement de la montagne | Classement des sprints | Classement du meilleur jeune | Classement par équipes |
| ------------------ | ------------------ | ------------------ | ------------------------- | ---------------------- | ---------------------------- | ---------------------- |
| 1                  | Fernando Gaviria   | Fernando Gaviria   | Daniel Zamora             | Maximiliano Navarrete  | Alejandro Osorio             | Bora-Hansgrohe         |
| 2                  | Julian Alaphilippe | Fernando Gaviria   | Miguel Flórez             | Maximiliano Navarrete  | Remco Evenepoel              | UAE Team Emirates      |
| 3                  | Julian Alaphilippe | Julian Alaphilippe | Miguel Flórez             | Maximiliano Navarrete  | Remco Evenepoel              | UAE Team Emirates      |
| 4                  | Fernando Gaviria   | Julian Alaphilippe | Daniel Zamora             | Maximiliano Navarrete  | Remco Evenepoel              | UAE Team Emirates      |
| 5                  | Winner Anacona     | Winner Anacona     | Daniel Zamora             | Maximiliano Navarrete  | Remco Evenepoel              | Movistar               |
| 6                  | Nicolás Tivani     | Winner Anacona     | Daniel Zamora             | Maximiliano Navarrete  | Remco Evenepoel              | Movistar               |
| 7                  | Sam Bennett        | Winner Anacona     | Daniel Zamora             | Maximiliano Navarrete  | Remco Evenepoel              | Movistar               |
| Classements finals | Classements finals | Winner Anacona     | Daniel Zamora             | Maximiliano Navarrete  | Remco Evenepoel              | Movistar               |